# 犬とオオカミの時間
『犬とオオカミの時間』（いぬとおおかみのじかん）は、2007年7月 18日 - 9月 6日に大韓民国のMBCで放送されたテレビドラマである。
日本では、BS-TBS、WOWOWなどで放送。

## ストーリー
小学生のスヒョンが、母親を目の前で殺害される。生まれてすぐに父親も亡くしていたため、諜報員だった父の同僚に引き取られ、息子同様に育てられる。
諜報員になったスヒョンは、母を殺害した犯人が犯罪組織チンパンの会長マオだと気付き、マオを射殺しようとして、免職処分される。しかし、そのスヒョンにチンパンへの極秘潜入捜査が持ち掛けられ、スヒョンはそれに応じる。
そして、スヒョンの死亡事故と、ケイという新しい身元が工作される。
１年後、ケイは命を狙われたマオを救い、組織の一員になる。程なくマオの娘を警護することになり、恋人だったジウがマオの娘だと知る。その矢先、拉致されかけたジウを救い出し、負傷して記憶を失う。マオは自分と娘を救ったケイを息子同様に扱うようになり、ケイもまた、仇であるはずのマオを父のように敬うようになる。
程なくケイは、マオの右腕としての生活に溶込むが、記憶を取り戻す。そして、記憶を失っている間に、養父が自分の部下に刺殺されたことに絶望し、全てを捨てようとする。しかし、諜報員だった実父も青幤の潜入捜査をして、マオに殺害されたと知り、青幤に戻る。
ケイが潜入捜査員としての使命を果たし、チンパンは壊滅的な状況に陥る。ケイは復讐の機会をうかがうが、マオとジウの互いを思いやる姿に、殺意を失う。しかし、ケイの裏切りを知ったマオと決着をつけざるを得なくなる。
互いに銃を向け合う最中、マオは、かつて自分が意に反して殺した無二の親友がケイの父だと知り、ケイの父として自ら命を絶つ。
スヒョンに戻ったケイは復職し、数年後、ジウの元へ向かう。

## 登場人物
イ・スヒョン(ケイ) - イ・ジュンギ幼少時、母とタイで幸せに暮らし、ジウに恋をしていた。ジウが去り、母を亡くし、ジュンホに引き取られる。後に、優秀な成績で諜報員になる。
ソ・ジウ(アリ) - ナム・サンミスヒョンの幼なじみだったが、実の父マオから逃れ、母とソ・ヨンギルとともに韓国へ渡る。再会したスヒョンに恋をするが、スヒョンが亡くなった後、ミンギの恋人になる。
カン・ミンギ - チョン・ギョンホカン・ジュンホの実子。スヒョンと兄弟同様に育ち、共に諜報員になる。ジウに一目惚れし、片思いする。
チョン・ハクス - キム・ガプス情報院でスヒョンの属する部署で部長を務める。極端な結果主義者で、スヒョンに潜入捜査を独断で提案する。
マオ - チェ・ジェソン青幤のボスにヒットマンとして育てられ、青幤会長にのし上がる。
ソ・ヨンギル - チョン・ソンモ元青幤組員。マオを裏切り、マオの妻と娘を連れ、韓国へ渡る。
ユ・ギョンファ/カンチャナ - キム・ジョンナンスヒョンの母。青幤の壊滅をめざす検事。スヒョンを産んだ直後に諜報員の夫を亡くす。
カン・ジュンホ - イ・ギヨン情報院海外チームの室長。亡くなったスヒョンの父の同僚で、スヒョンを引き取り育てる。
ピョン・ドンソク - ソン・ジル元諜報員。組織を裏切り、服役した経験を持つ。ジュンホの友人で、スヒョンとミンギの協力者。
オ・スンジュ - チョン・ギョンスン諜報員。スヒョンが属し、後にミンギも属した海外第１チームのチーフ。

## スタッフ
- 演出：キム・ジンミン
- 脚本：ハン・ジフン、リュ・ヨンジェ

## 受賞
- 2008年 ソウルドラマアワードのネチズン人気賞：犬とオオカミの時間
- 2008年 ソウルドラマアワードのネチズン人気賞：イ・ジュンギ
- 2008年 ソウルドラマアワードのネチズン人気賞：ナム・サンミ
- 2007年 MBC演技大賞で、男性優秀賞：イ・ジュンキ
- 2007年 MBC演技大賞で、女性優秀賞：ナム・サンミ

## 関連商品
- DVD 犬とオオカミの時間 BOXI 品番ASBP-4078（2008年6月27日発売）
- DVD 犬とオオカミの時間 BOXII 品番ASBP-4083（2008年7月25日発売）
- DVD 素顔のイ・ジュンギ in 犬とオオカミの時間 メイキング 品番KSVP28115（2009年1月30日発売）
- CD 犬とオオカミの時間  品番GNCP-1023（2008年3月26日発売）